# Кордон (пам'ятка природи)
Кордон — ботанічна пам'ятка природи місцевого значення. Об'єкт розташований на території Надвінянського району Івано-Франківської області, Майданське лісництво, квартал 48, виділ 4.
Площа — 3,5000 га, статус отриманий у 1988 році.